# شركة مصافي الوسط
شركة مصافي الوسط هي واحدة من الشركات الـ 16 التابعة إلى وزارة النفط العراقية، يقع مقرها في بغداد، تأسست سنة 1953.

## المصافي التابعة
- مصفاة الدورة الطاقة الانتاجية 140,000 برميل/يوم.
- مصفاة كربلاء (قيد الإنشاء) بطاقة انتاجية 140,000 برميل/يوم.
- مصفاة النجف الطاقة الانتاجية 30,000 برميل/يوم.
- مصفاة السماوة الطاقة الانتاجية 30,000 برميل/يوم.
- مصفاة الديوانية الطاقة الانتاجية 20,000 برميل/يوم.